# Arkena
Arkena Sp. z o.o. – organizacja powstała ze spółek multimedialnych grupy TDF obecnych w 9 krajach Europy i w USA, świadcząca usługi w zakresie radiofuzji, wpisana do rejestru przedsiębiorców telekomunikacyjnych prowadzonego przez Prezesa UKE (poz. 46).
Arkena posiada 20 obiektów nadawczych zlokalizowanych na terenie całego kraju. Stacje nadawcze wyposażone są w sprzęt przeznaczony do emisji sygnału telewizyjnego i radiowego a także GSM. Z usług Arkena korzystają między innymi telewizja: TV Mobilna; radio: Radio Łódź, Radio Złote Przeboje, Radio Zet, Radio Zet Chilli, Radio Zet Gold, Polskie Radio Program I, Polskie Radio Program II, Polskie Radio Program III, Polskie Radio 24, RMF FM, RMF Classic, RMF Maxxx, Radio Plus, Tok FM, Rock Radio, Radio Eska, Vox FM, Radio Wawa, Radio UWM FM oraz Orange Polska, T-Mobile Polska, Polkomtel, Play, Netia.

## Stacje Arkena
- Białystok – Budynek UwB (ul. Skłodowskiej 14)

Współrzędne geograficzne: 23E09’31” 53N07’40” 

Wysokość posadowienia masztu: 144 m n.p.m. 

Wysokość obiektu: 65 m n.p.t. 

Wysokość zawieszenia systemów antenowych: Radio: 58, 64 m n.p.t.
- Bielsko-Biała – Budynek ZIAD (ul. Armii Krajowej 220)

Współrzędne geograficzne: 19E01’34” 49N47’01” 

Wysokość posadowienia podpory anteny: 428 m n.p.m. 

Wysokość obiektu: 33 m n.p.t. 

Wysokość zawieszenia systemów antenowych: Radio: 35; TV: 31, 33 m n.p.t.
- Bydgoszcz – Budynek b. BZF Foton (ul. Piękna 13)

Współrzędne geograficzne: 17E58’57” 53N07’04” 

Wysokość posadowienia podpory anteny: 68 m n.p.m. 

Wysokość obiektu: 55 m n.p.t. 

Wysokość zawieszenia systemów antenowych: Radio: 55, 57 m n.p.t.
- Elbląg – Budynek III L.O. (ul. Saperów 14f)

Współrzędne geograficzne: 52E13’52” 21N02’20” 

Wysokość posadowienia podpory anteny: 347 m n.p.m. 

Wysokość obiektu: 34 m n.p.t. 

Wysokość zawieszenia systemów antenowych: Radio: 34 m n.p.t.
- Gdynia – Komin EC (ul. Pucka 118)

Współrzędne geograficzne: 18E28’50” 54N33’12” 

Wysokość posadowienia podpory anteny: 14 m n.p.m. 

Wysokość obiektu: 130 m n.p.t. 

Wysokość zawieszenia systemów antenowych: Radio: 128, 130; TV: 159 m n.p.t.
- Jarosław – Komin ZM Sokołów (ul. Przemysłowa 2)

Współrzędne geograficzne: 22E39’53” 50N00’38” 

Wysokość posadowienia podpory anteny: 212 m n.p.m. 

Wysokość obiektu: 98 m n.p.t. 

Wysokość zawieszenia systemów antenowych: Radio: 98 m n.p.t.
- Jelenia Góra – Łysa Góra

Współrzędne geograficzne: 15E48’07” 50N57’39” 

Wysokość posadowienia podpory anteny: 708 m n.p.m. 

Wysokość zawieszenia systemów antenowych: Radio: 32, 50, 62 m n.p.t.
- Kielce – Wzgórze Telegraf

Współrzędne geograficzne: 20E38’32” 50N50’17” 

Wysokość posadowienia podpory anteny: 404 m n.p.m. 

Wysokość obiektu: 60 m n.p.t. 

Wysokość zawieszenia systemów antenowych: Radio: 60 m n.p.t.
- Kraków – Wieża Ciśnień (ul. Hallera 8)

Współrzędne geograficzne: 19E59’26” 50N00’06” 

Wysokość posadowienia podpory anteny: 270 m n.p.m. 

Wysokość obiektu: 57 m n.p.t. 

Wysokość zawieszenia systemów antenowych: TV: 58 m n.p.t.
- Kuny Domaniów

Współrzędne geograficzne: 17E11’49” 50N53’19”
- Łódź – Komin EC-4 (ul. Andrzejewskiej 5)

Współrzędne geograficzne: 19E32’16” 51N44’43” 

Wysokość posadowienia podpory anteny: 223 m n.p.m. 

Wysokość obiektu: 260 m n.p.t. 

Wysokość zawieszenia systemów antenowych: Radio: 190, 222, 240, 245; TV: 169, 175, 220, 260 m n.p.t.
- Olsztyn – Dom Studenta nr 11 Bratniak (ul. Żołnierska 14b)

Współrzędne geograficzne: 20E29’10” 53N46’15” 

Wysokość posadowienia podpory anteny: 126 m n.p.m. 

Wysokość obiektu: 50 m n.p.t. 

Wysokość zawieszenia systemów antenowych: Radio: 45 m n.p.t.
- Opole – Góra Św. Anny

Współrzędne geograficzne: 18E09’17” 50N27’56” 

Wysokość posadowienia podpory anteny: 380 m n.p.m. 

Wysokość obiektu: 45 m n.p.t. 

Wysokość zawieszenia systemów antenowych: Radio: 30, 33 m n.p.t.
- Opole – Komin ECO (ul. Harcerska 15)

Współrzędne geograficzne: 17E53’13” 50N41’12” 

Wysokość posadowienia podpory anteny: 161 m n.p.m. 

Wysokość obiektu: 250 m n.p.t. 

Wysokość zawieszenia systemów antenowych: Radio: 124, 127, 132, 148 m n.p.t.
- Sieradz – Elewator Sieradz (ul. Elewatorowa 1)

Współrzędne geograficzne: 18E47’58” 51N36’40” 

Wysokość posadowienia podpory anteny: 146 m n.p.m. 

Wysokość obiektu: 65 m n.p.t. 

Wysokość zawieszenia systemów antenowych: Radio: 52, 65 m n.p.t.
- Siedlce – Komin PEC (ul. Starzyńskiego 7)

Współrzędne geograficzne: 22E18’22” 52N09’25” 

Wysokość posadowienia podpory anteny: 155 m n.p.m. 

Wysokość obiektu: 58 m n.p.t. 

Wysokość zawieszenia systemów antenowych: Radio: 58 m n.p.t.
- Szczecin – Komin b.ZWCh Chemitex-Wiskord (ul. Transportowa 1)

Współrzędne geograficzne: 14E34’12” 53N21’17” 

Wysokość posadowienia podpory anteny: 40 m n.p.m. 

Wysokość obiektu: 250 m n.p.t. 

Wysokość zawieszenia systemów antenowych: Radio 200; TV: 240 m n.p.t.
- Toruń – ul. Szosa Chełmińska 28

Współrzędne geograficzne: 18E36’06” 53N01’01” 

Wysokość posadowienia podpory anteny: 56 m n.p.m. 

Wysokość zawieszenia systemów antenowych: TV: 45 m n.p.t.
- Wieluń – Komin EC (ul. Ciepłownicza 26)

Współrzędne geograficzne: 18E34’11” 51N13’52” 

Wysokość posadowienia podpory anteny: 175 m n.p.m. 

Wysokość zawieszenia systemów antenowych: Radio: 86, 101 m n.p.t.
- Zielona Góra – Góra Wilkanowska

Współrzędne geograficzne: 15E27’39” 51N54’54” 

Wysokość posadowienia podpory anteny: 218 m n.p.m. 

Wysokość obiektu: 70 m n.p.t. 

Wysokość zawieszenia systemów antenowych: Radio: 70, 77; TV: 70 m n.p.t.
Źródła